# Lago Argentino
Lago Argentino er en sø i Patagonien i det sydligste Argentina. Søen ligger tæt på den den chilenska grænse i den sydvestlige del af provinsen Santa Cruz. Søen grænser i vest til Andesbjergene og nationalparken Los Glaciares nationalpark som blandt andet indeholder gletsjeren Perito Moreno.